# Resolução 117 do Conselho de Segurança das Nações Unidas
Resolução 117 do Conselho de Segurança das Nações Unidas, foi aprovada em 6 de setembro de 1956, após a morte do juiz Hsu Mo do Tribunal Internacional de Justiça, o Conselho decidiu que a eleição para preencher a vaga para o restante do mandato do juiz Mo ocorreria durante a décima primeira sessão da Assembleia Geral.
Foi aprovada sem votação.